# 早通駅

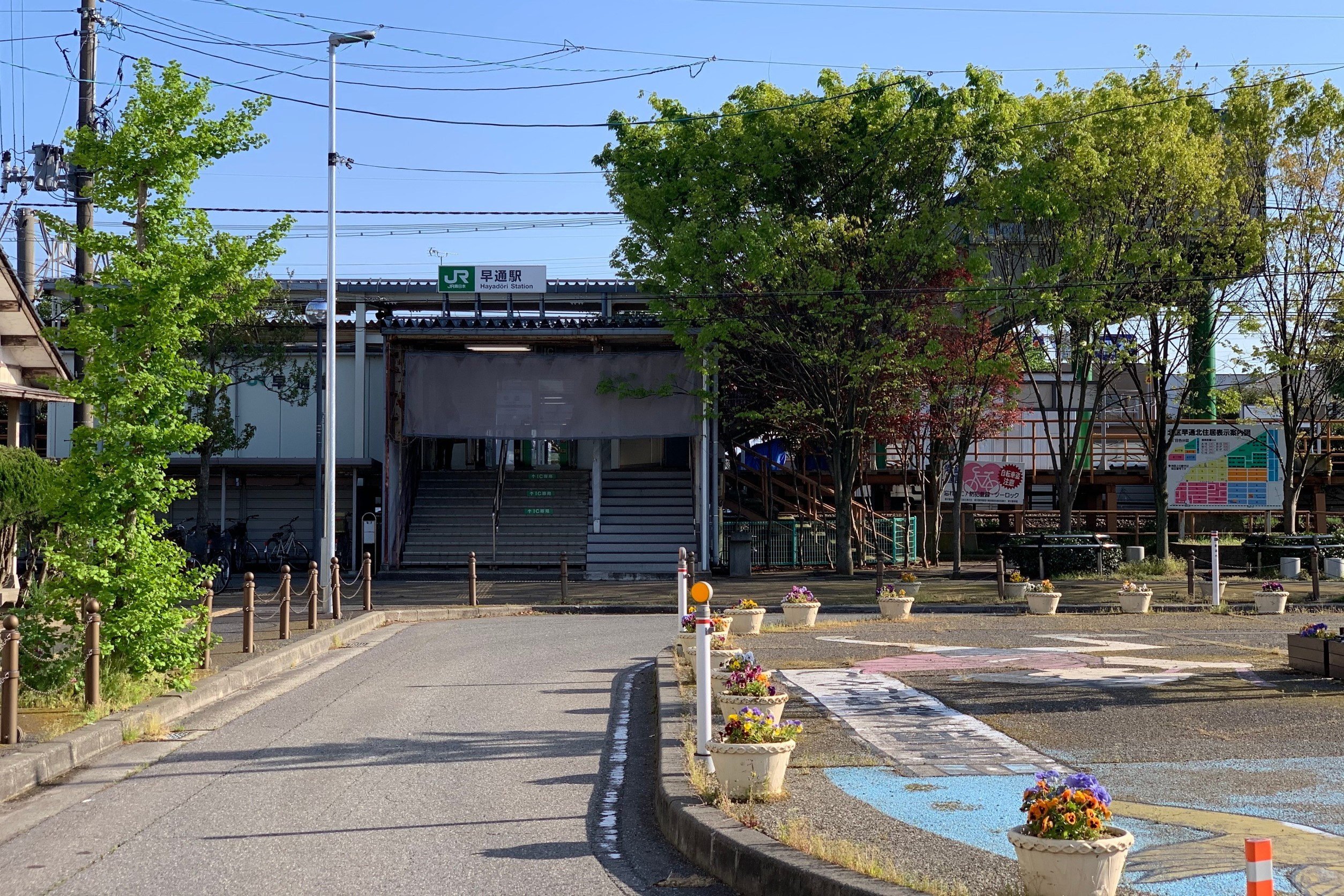
北口（2020年5月）

早通駅（はやどおりえき）は、新潟県新潟市北区早通南一丁目にある、東日本旅客鉄道（JR東日本）白新線の駅である。

## 歴史
- 1957年（昭和32年）2月11日：現在地より約200メートル新崎駅寄り（現早通踏切付近）に開設[広報 2]。ホームは北側(現2番線側)に長さ60メートルで設置[広報 3][広報 4]。旅客のみ取扱いの駅員無配置駅[3]。
- 1970年（昭和45年）10月1日：県営団地の建設により現在地へ移転[広報 1]。ホームの長さは1.5倍の90メートルとなったが、4両分しかなかった[広報 2]。
- 1985年（昭和60年）7月20日：新潟鉄道管理局が直営売店「ハローはやどおり」を開店。回数券、乗車券等の受託販売開始[4]。売店は数年で廃止されるが、以後夜間を除き駅社員が常駐するようになる。
- 1986年（昭和61年）3月ごろ：豊栄駅寄りにホームを40メートル延伸し、6両編成列車への対応が可能となった[広報 5]。
- 1987年（昭和62年）4月1日：国鉄分割民営化に伴い、東日本旅客鉄道（JR東日本）の駅となる[2]。
- 2005年（平成17年）3月10日：自動改札機の供用を開始[5]。
- 2006年（平成18年）1月21日：ICカード「Suica」の利用が可能となる[6]。

## 駅構造
相対式ホーム2面2線を有する地上駅である。両ホームは跨線橋で連絡しているが、改札内で両ホーム間の移動はできない（詳細は後述）。
新潟駅が管理する業務委託駅で、JR東日本新潟シティクリエイト（JENIC）が駅業務を受託する。ただし、駅員は午前の一部時間帯のみ南口にて配置され、それ以外の時間帯はインターホンによる遠隔対応となる。北口は終日でインターホンによる遠隔対応となる。自動券売機は南口・北口に、自動精算機は北口に設置されている。
自動改札機が設置されており、全通路でSuicaなどのICカードが利用できる。自動改札機導入前までは、跨線橋は駅南北を連絡する自由通路を兼ね、特に仕切り等はなくホームへの出入りも自由であった。しかし、自動改札が設置されたのに伴い、駅南北を自由に往来することが一時できなくなり、200メートルほど離れた踏切を利用せざるを得なくなった。ところが、このことで利用者や住民から苦情が数多く寄せられたことから、2005年（平成17年）12月26日に改札付近の機器配置を改めた上で跨線橋は自由通路とし、南口改札は1番線専用、北口改札は2番線専用となった。だが、これによって改札内で1・2番線間を移動することができなくなったことから、利用者が列車の来ないホームに誤入場するトラブルがしばしば発生している。

### のりば
| 番線 | 路線    | 方向 | 行先       |
| ---- | ------- | ---- | ---------- |
| 1・2 | ■白新線 | 下り | 新発田方面 |
| 1・2 | ■白新線 | 上り | 新潟方面   |

- 一線スルーとなっており、おもに1番線から発着する[1]。

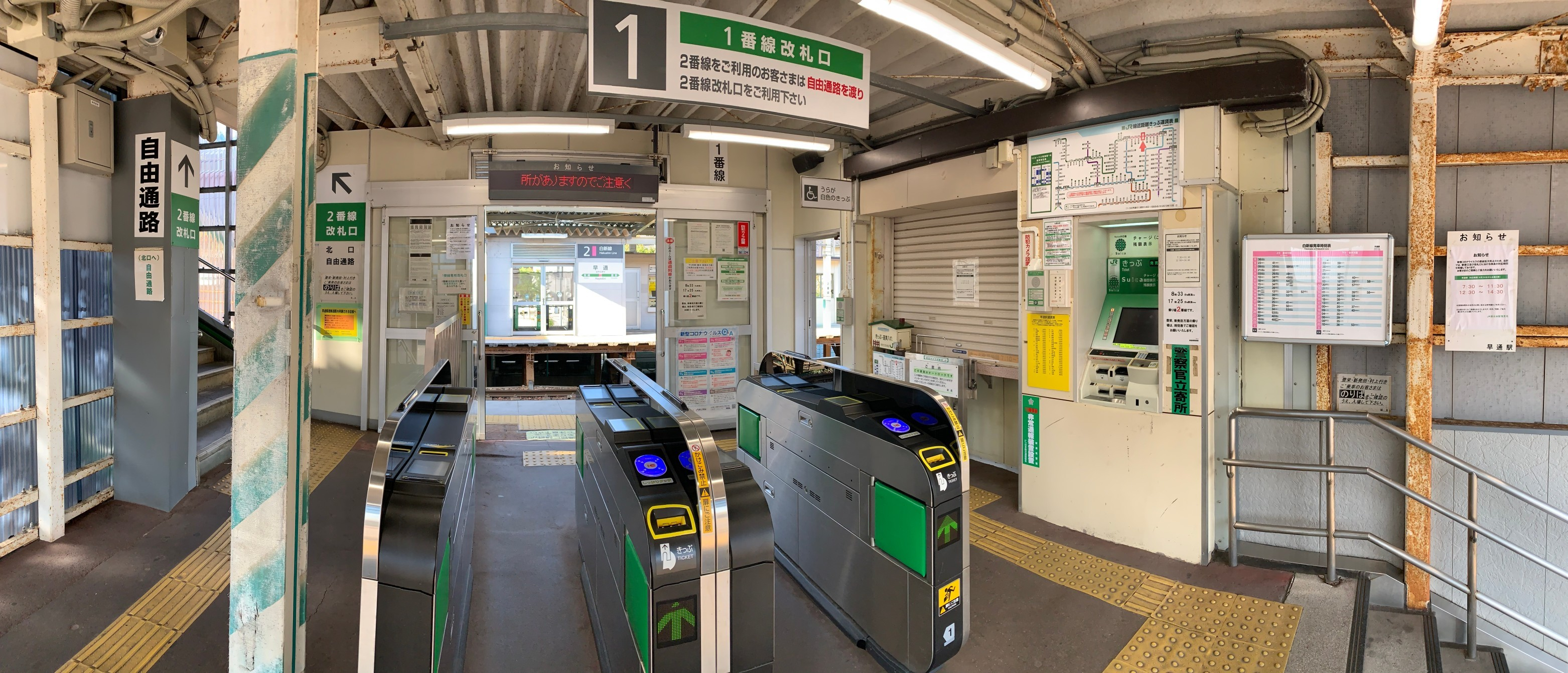
南口に面する1番線改札口（2020年5月） 跨線橋は自由通路となっている。1番線・2番線がそれぞれ独立した改札口を有するため、乗車の際には発着番線をよく確認する必要がある。
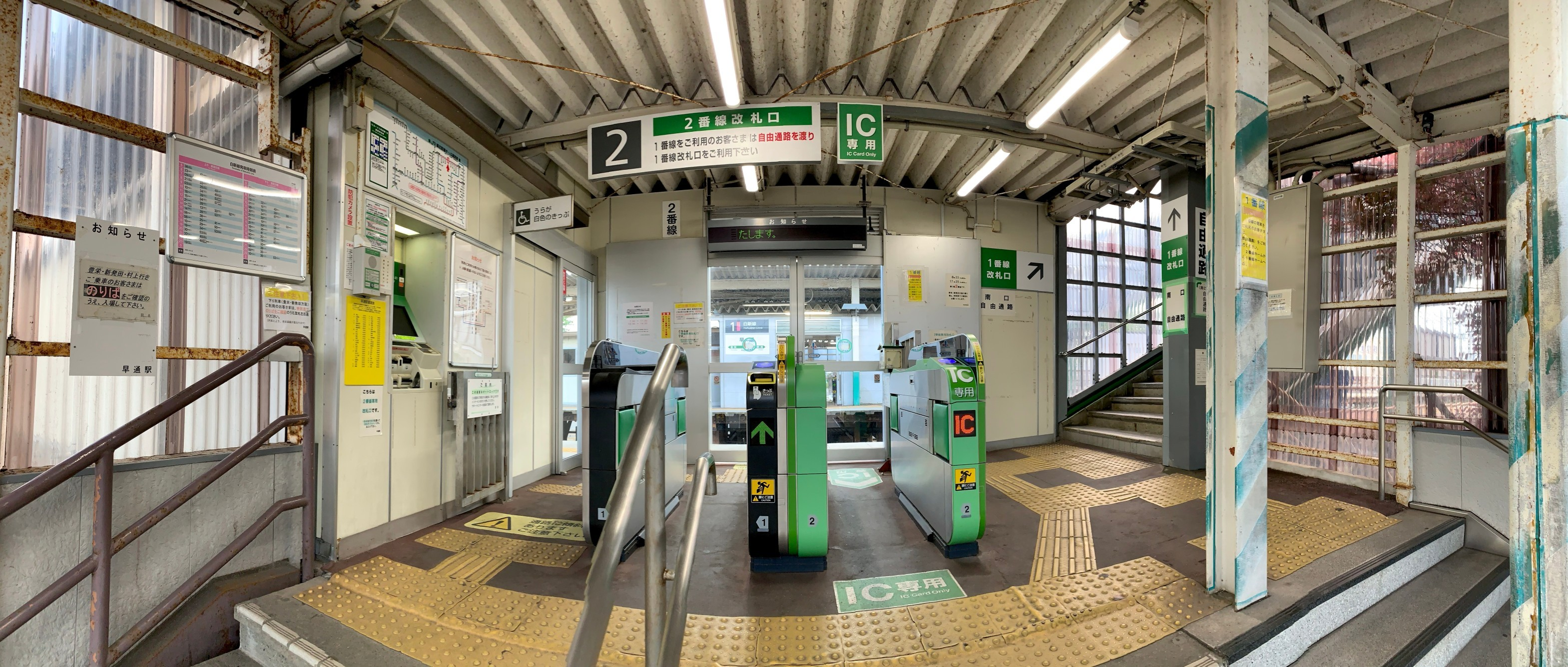
北口に面する2番線改札口（2020年5月）
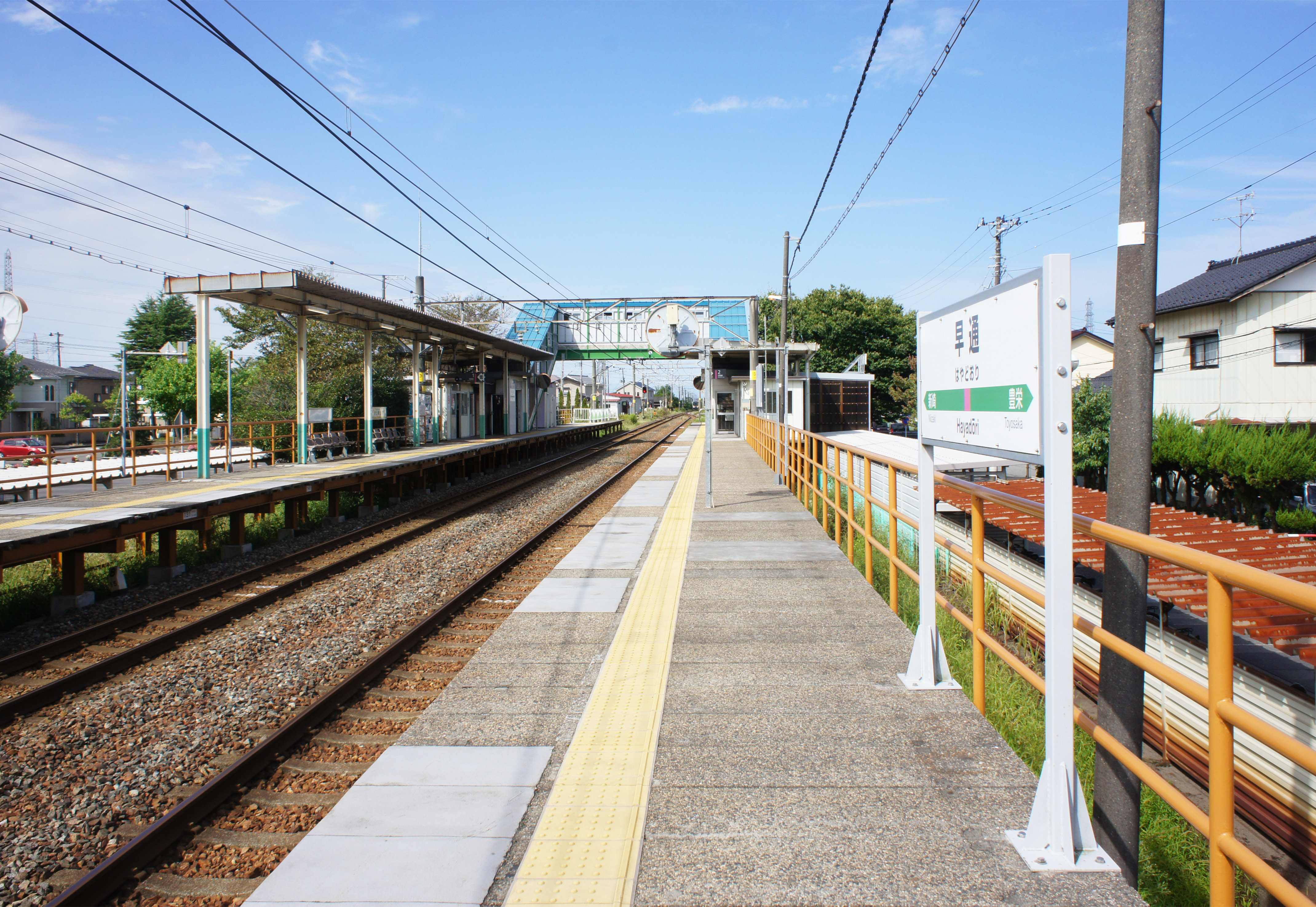
ホーム（2021年9月）

## 利用状況
JR東日本によると、2023年度（令和5年度）の1日平均乗車人員は925人である。
2000年度（平成12年度）以降の推移は以下のとおりである。
| 1日平均乗車人員推移 | 1日平均乗車人員推移 | 1日平均乗車人員推移 | 1日平均乗車人員推移 | 1日平均乗車人員推移 |
| 年度                | 定期外              | 定期                | 合計                | 出典                |
| ------------------- | ------------------- | ------------------- | ------------------- | ------------------- |
| 2000年（平成12年）  |                     |                     | 1,264               | [ 利用客数 2 ]      |
| 2001年（平成13年）  |                     |                     | 1,292               | [ 利用客数 3 ]      |
| 2002年（平成14年）  |                     |                     | 1,268               | [ 利用客数 4 ]      |
| 2003年（平成15年）  |                     |                     | 1,266               | [ 利用客数 5 ]      |
| 2004年（平成16年）  |                     |                     | 1,235               | [ 利用客数 6 ]      |
| 2005年（平成17年）  |                     |                     | 1,252               | [ 利用客数 7 ]      |
| 2006年（平成18年）  |                     |                     | 1,199               | [ 利用客数 8 ]      |
| 2007年（平成19年）  |                     |                     | 1,190               | [ 利用客数 9 ]      |
| 2008年（平成20年）  |                     |                     | 1,209               | [ 利用客数 10 ]     |
| 2009年（平成21年）  |                     |                     | 1,217               | [ 利用客数 11 ]     |
| 2010年（平成22年）  |                     |                     | 1,205               | [ 利用客数 12 ]     |
| 2011年（平成23年）  |                     |                     | 1,173               | [ 利用客数 13 ]     |
| 2012年（平成24年）  | 332                 | 784                 | 1,116               | [ 利用客数 14 ]     |
| 2013年（平成25年）  | 336                 | 803                 | 1,139               | [ 利用客数 15 ]     |
| 2014年（平成26年）  | 323                 | 785                 | 1,109               | [ 利用客数 16 ]     |
| 2015年（平成27年）  | 327                 | 791                 | 1,118               | [ 利用客数 17 ]     |
| 2016年（平成28年）  | 324                 | 782                 | 1,107               | [ 利用客数 18 ]     |
| 2017年（平成29年）  | 313                 | 779                 | 1,092               | [ 利用客数 19 ]     |
| 2018年（平成30年）  | 308                 | 755                 | 1,064               | [ 利用客数 20 ]     |
| 2019年（令和元年）  | 297                 | 756                 | 1,054               | [ 利用客数 21 ]     |
| 2020年（令和02年）  | 193                 | 665                 | 858                 | [ 利用客数 22 ]     |
| 2021年（令和03年）  | 193                 | 666                 | 859                 | [ 利用客数 23 ]     |
| 2022年（令和04年）  | 221                 | 652                 | 874                 | [ 利用客数 24 ]     |
| 2023年（令和05年）  | 245                 | 680                 | 925                 | [ 利用客数 1 ]      |

## 駅周辺
駅を挟んで両側に宅地が拡がっている。周辺の開発は1963年（昭和38年）11月に、早通の地主10人が組合方式による土地区画整理事業の許可申請を行ったことに始まり、同事業は1964年（昭和39年）に完成した。1968年（昭和43年）からは県の住宅供給公社による団地造成が本格的に始まり、戸建ての分譲住宅と県営住宅が建設され、移転後の駅前には共同店舗をはじめとした商店街が形成された。なお、県営住宅は1969年（昭和44年）から1982年（昭和57年）にかけて51棟、1,341戸が建設され、県内最大規模となっている。1974年（昭和49年）から1978年（昭和53年）にかけては公社に加えて新潟交通不動産部も携わって「早通北団地」の造成が行われ、1990年代半ば以降は東側のアイリスニュータウン（須戸）・チューリップニュータウン（彩野）の宅地造成が始まるなど、民間も開発に加わっている。

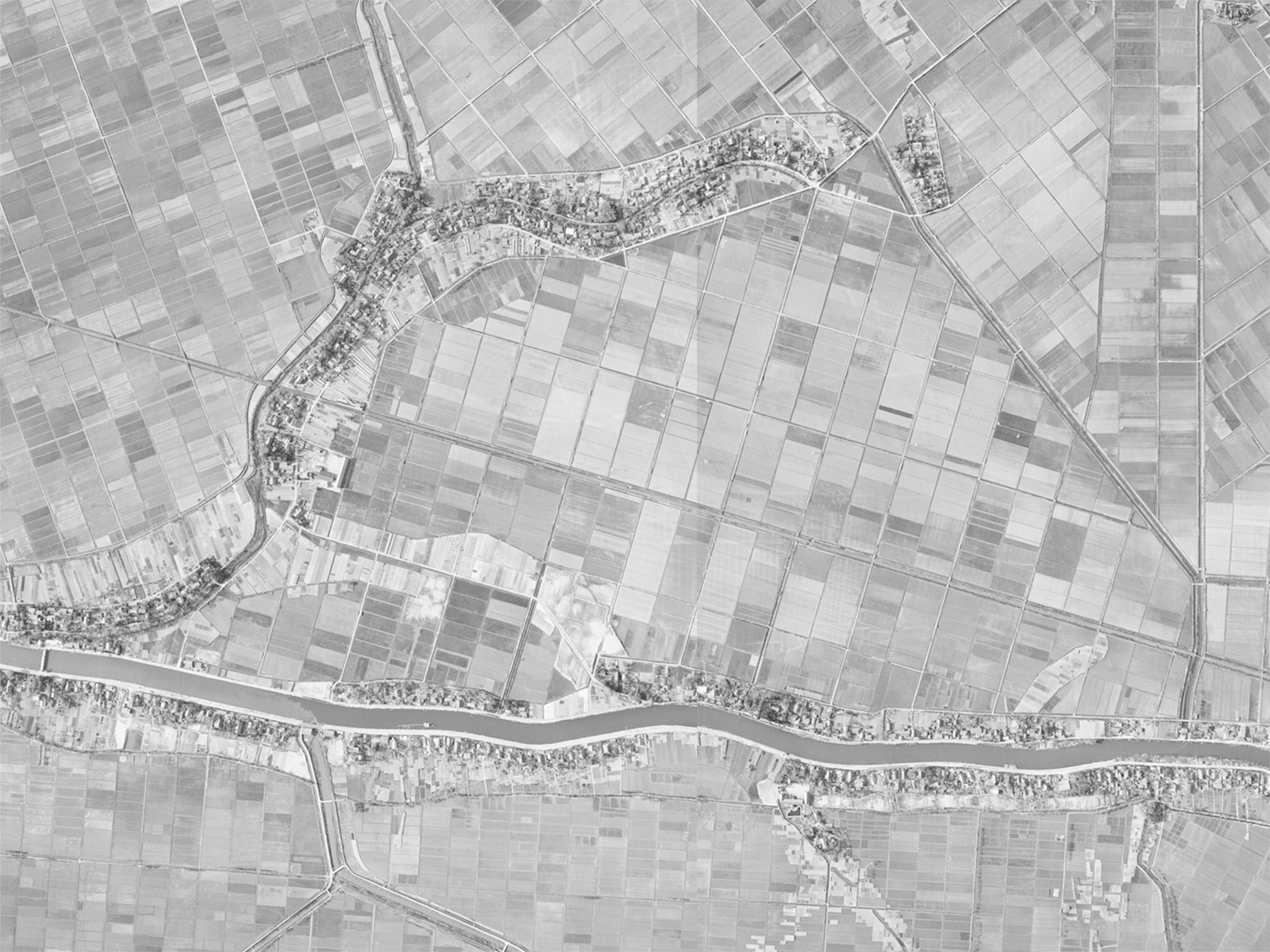
1962年の空中写真。南北に伸びる集落の中に駅が位置する。
国土交通省 国土地理院 地図・空中写真閲覧サービスの空中写真を基に作成
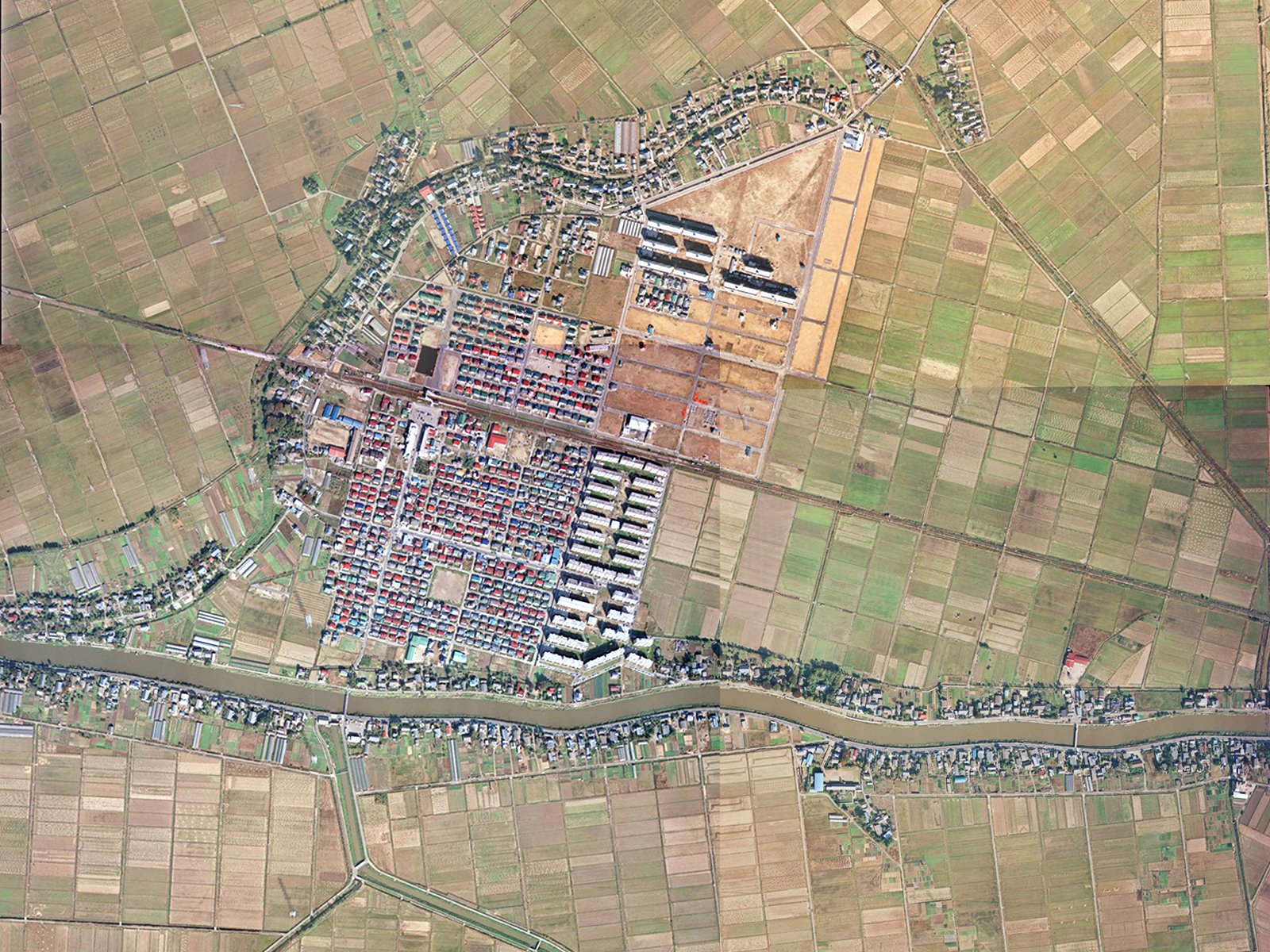
1975年の空中写真。県営アパートや戸建て住宅の団地が形成され、駅は東側に移転。
国土交通省 国土地理院 地図・空中写真閲覧サービスの空中写真を基に作成
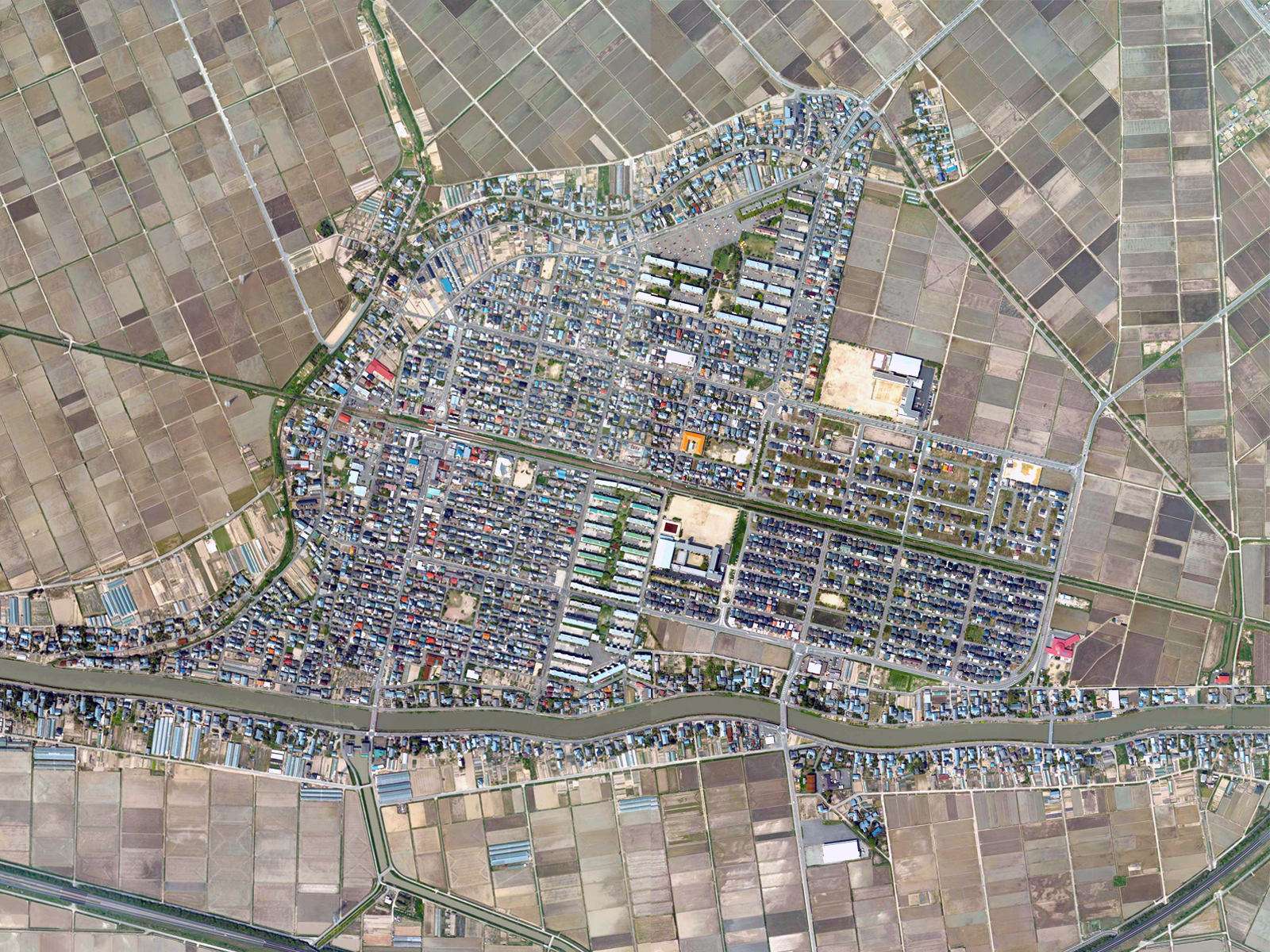
2009年の空中写真。東側にさらにニュータウンが広がっている。
国土交通省 国土地理院 地図・空中写真閲覧サービスの空中写真を基に作成

### 南口
- 豊栄早通郵便局
- 新潟市北区役所 早通連絡所
- 新潟市立早通南小学校
- 新潟県道15号新潟長浦水原線

### 北口
- 第四北越銀行早通支店
- 新潟市立早通中学校
- 新潟市豊栄木崎野球場
- デイアクティビティセンター はろはろ

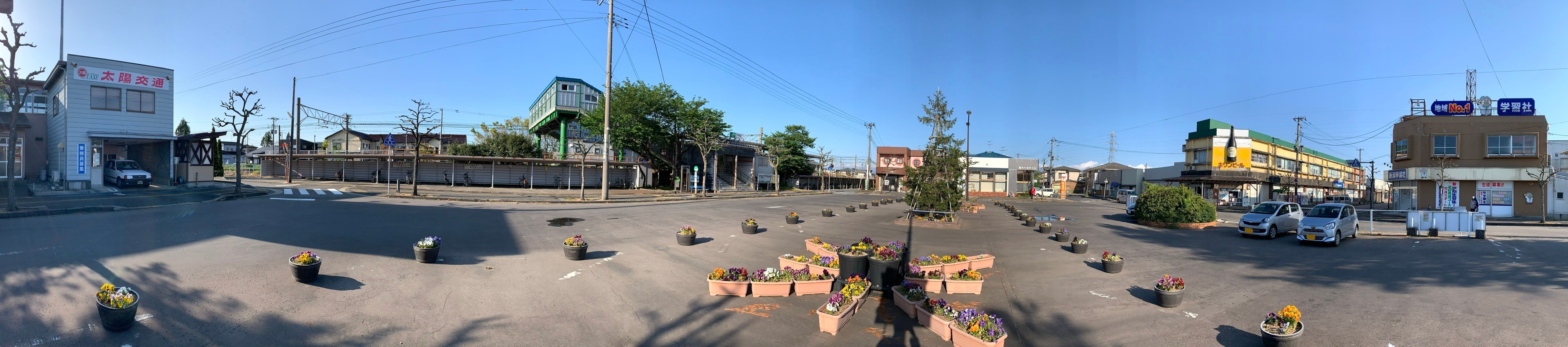
南口駅前風景（2020年5月）
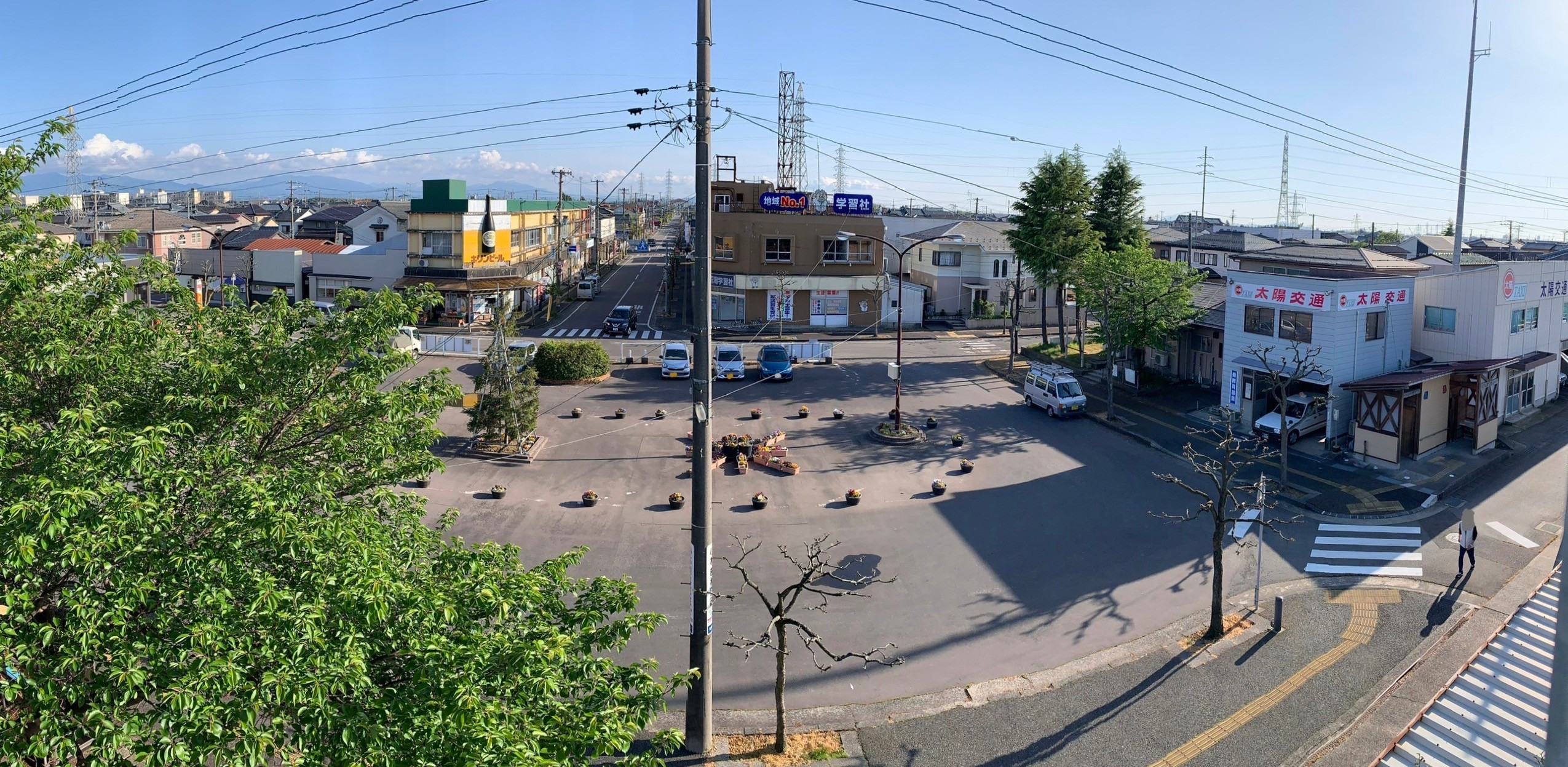
南口駅前風景（2020年5月）
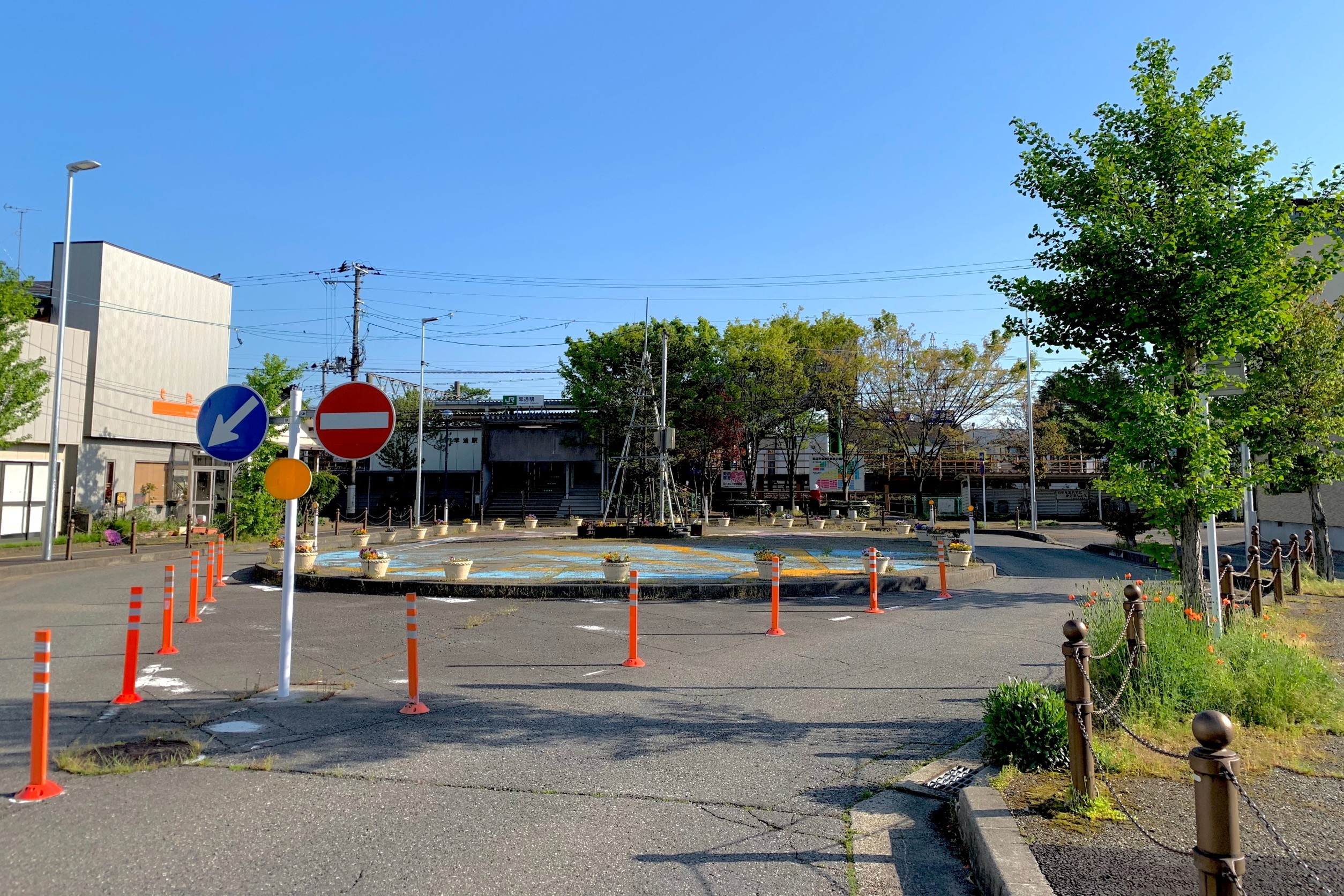
北口のロータリー（2020年5月）
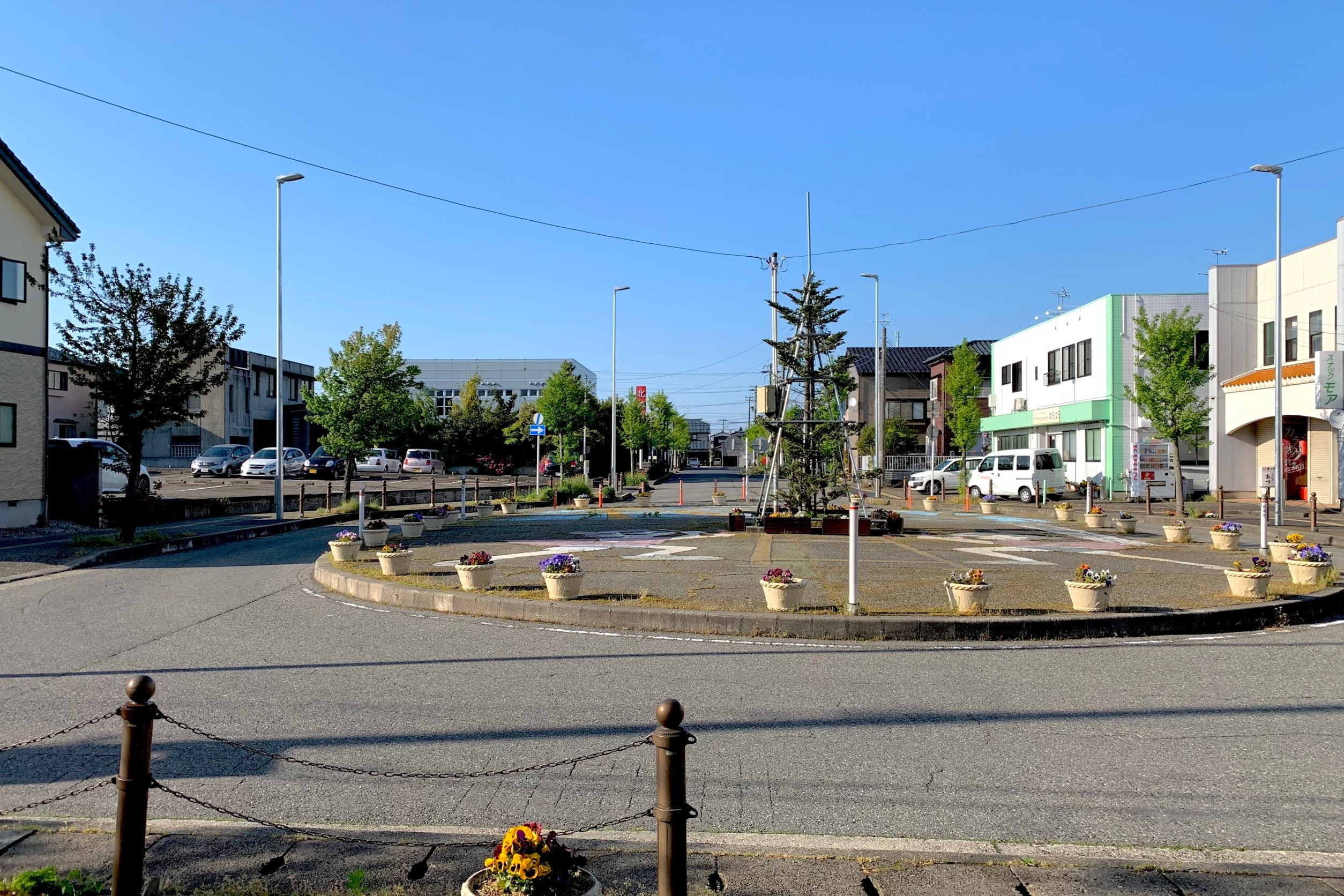
北口駅前風景（2020年5月）

## バス路線

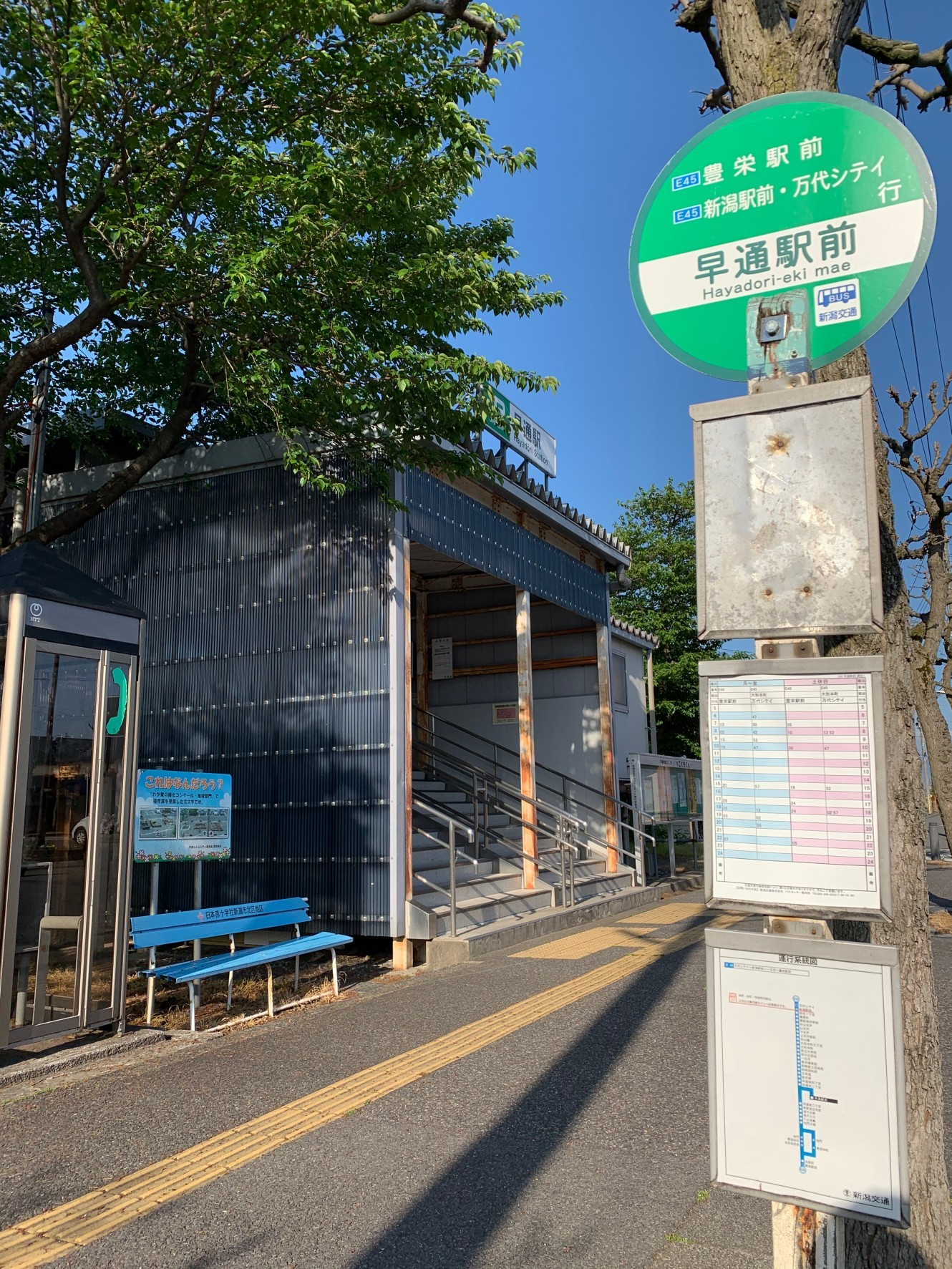
「早通駅前」バス停（2020年5月）

南口側のバス停から新潟交通の路線バスが1路線発着する。新潟と葛塚を結ぶ路線であり、当駅への乗り入れは1985年（昭和60年）より行われている。
- 早通駅前バス停（南口ロータリー内）
  - E45：豊栄駅前行、新潟駅前・万代シテイ行

## 隣の駅
東日本旅客鉄道（JR東日本）
■白新線
■快速
通過
■普通
新崎駅 - 早通駅 - 豊栄駅

### 記事本文
広報誌
1. 1 2  “豊栄広報　第111号　P.4 完成ま近い早通駅 完成後も蒸気列車は通過”.   豊栄町 (1970年9月21日). 2016年1月4日閲覧。
2. 1 2  “広報とよさか　第535号　P.23 移転した、国鉄 早通駅”.   豊栄市 (2004年11月15日). 2016年1月4日閲覧。
3. ↑  “豊栄広報　第1号　P.4 黒山・早通駅 2月11日に開業”.   豊栄町 (1957年3月1日). 2018年12月1日閲覧。
4. 1 2  “豊栄広報　第106号　P.4 造成進む早通団地”.   豊栄町 (1969年11月29日). 2018年12月1日閲覧。
5. ↑  “広報とよさか　第309号　P.5 早通駅のホームを延長、県営住宅が大きく変身”.   豊栄市 (1986年1月15日). 2016年1月4日閲覧。
6. ↑  “豊栄広報　第63号　P.1 早通駅前の区画整理 はじまる”.   豊栄町 (1964年2月20日). 2018年12月1日閲覧。
7. ↑  “豊栄広報　第82号　P.1 新しい自治会「新早通」誕生”.   豊栄町 (1966年5月30日). 2018年12月1日閲覧。
8. ↑  “豊栄広報　第119号　P.8 早通団地に共同店舗”.   豊栄町 (1971年12月28日). 2018年12月1日閲覧。
9. ↑  “豊栄広報　第147号　P.2 早通北団地人口5,300人”.   豊栄町 (1974年3月20日). 2018年12月1日閲覧。
10. ↑  “広報とよさか　第387号　P.7 土地区画整理事業について”.   豊栄市 (1992年7月15日). 2018年12月1日閲覧。
11. ↑  “広報とよさか　第296号　pp.2-3 バス路線の廃止・変更問題”.   豊栄市 (1984年12月15日). 2018年12月1日閲覧。
12. ↑  “広報とよさか　第302号　P.1 出迎えをうけた定期バス”.   豊栄市 (1985年6月15日). 2020年4月28日閲覧。

その他
1. 1 2 3 4 5 6 7  『週刊 JR全駅・全車両基地』 14号 長野駅・新津駅・高田駅ほか、朝日新聞出版〈週刊朝日百科〉、2012年11月11日、27頁。
2. 1 2  石野哲（編）『停車場変遷大事典 国鉄・JR編 Ⅱ』（初版）JTB、1998年10月1日、567頁。ISBN 978-4-533-02980-6。
3. ↑  「通報 ●白新線黒山、早通、大形及び山陰本線安栖里4駅の設置について（営業局）」『鉄道公報』日本国有鉄道総裁室文書課、1957年2月7日。
4. ↑  交通新聞 昭和60年7月6日 2面
5. ↑  『平成16年11月27日（土）新潟駅で自動改札使用開始!』（PDF）（プレスリリース）東日本旅客鉄道新潟支社、2004年11月27日。オリジナルの2006年1月8日時点におけるアーカイブ。2021年1月8日閲覧。
6. ↑  『2006年1月21日（土）新潟エリアSuicaデビュー!』（PDF）（プレスリリース）東日本旅客鉄道新潟支社、2005年9月21日。オリジナルの2006年1月5日時点におけるアーカイブ。2021年1月8日閲覧。
7. 1 2  “駅の情報（早通駅）：JR東日本”.   東日本旅客鉄道. 2025年4月22日閲覧。
8. 1 2  “JR東日本：駅構内図・バリアフリー情報（早通駅）”.   東日本旅客鉄道. 2025年4月22日閲覧。
9. 1 2 3  通史編 第3章第1節 pp.671-677

### 利用状況
1. 1 2  “各駅の乗車人員（2023年度）”.   東日本旅客鉄道. 2024年7月21日閲覧。
2. ↑  “各駅の乗車人員（2000年度）”.   東日本旅客鉄道. 2019年4月6日閲覧。
3. ↑  “各駅の乗車人員（2001年度）”.   東日本旅客鉄道. 2019年4月6日閲覧。
4. ↑  “各駅の乗車人員（2002年度）”.   東日本旅客鉄道. 2019年4月6日閲覧。
5. ↑  “各駅の乗車人員（2003年度）”.   東日本旅客鉄道. 2019年4月6日閲覧。
6. ↑  “各駅の乗車人員（2004年度）”.   東日本旅客鉄道. 2019年4月6日閲覧。
7. ↑  “各駅の乗車人員（2005年度）”.   東日本旅客鉄道. 2019年4月6日閲覧。
8. ↑  “各駅の乗車人員（2006年度）”.   東日本旅客鉄道. 2019年4月6日閲覧。
9. ↑  “各駅の乗車人員（2007年度）”.   東日本旅客鉄道. 2019年4月6日閲覧。
10. ↑  “各駅の乗車人員（2008年度）”.   東日本旅客鉄道. 2019年4月6日閲覧。
11. ↑  “各駅の乗車人員（2009年度）”.   東日本旅客鉄道. 2019年4月6日閲覧。
12. ↑  “各駅の乗車人員（2010年度）”.   東日本旅客鉄道. 2019年4月6日閲覧。
13. ↑  “各駅の乗車人員（2011年度）”.   東日本旅客鉄道. 2019年4月6日閲覧。
14. ↑  “各駅の乗車人員（2012年度）”.   東日本旅客鉄道. 2019年4月6日閲覧。
15. ↑  “各駅の乗車人員（2013年度）”.   東日本旅客鉄道. 2019年4月6日閲覧。
16. ↑  “各駅の乗車人員（2014年度）”.   東日本旅客鉄道. 2019年4月6日閲覧。
17. ↑  “各駅の乗車人員（2015年度）”.   東日本旅客鉄道. 2019年4月6日閲覧。
18. ↑  “各駅の乗車人員（2016年度）”.   東日本旅客鉄道. 2019年4月6日閲覧。
19. ↑  “各駅の乗車人員（2017年度）”.   東日本旅客鉄道. 2019年4月6日閲覧。
20. ↑  “各駅の乗車人員（2018年度）”.   東日本旅客鉄道. 2019年7月21日閲覧。
21. ↑  “各駅の乗車人員（2019年度）”.   東日本旅客鉄道. 2025年4月22日閲覧。
22. ↑  “各駅の乗車人員（2020年度）”.   東日本旅客鉄道. 2021年7月25日閲覧。
23. ↑  “各駅の乗車人員（2021年度）”.   東日本旅客鉄道. 2022年8月8日閲覧。
24. ↑  “各駅の乗車人員（2022年度）”.   東日本旅客鉄道. 2023年7月12日閲覧。